# Elisabetta Canalis

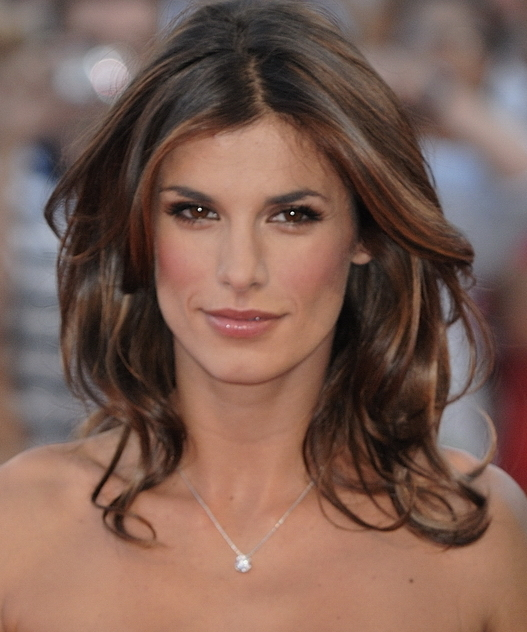
Elisabetta Canalis in 2009

Elisabetta Canalis (Sassari, 12 september 1978) is een Italiaans model, actrice en presentatrice.
In de periode 1999-2002 was ze assistente in de Italiaanse televisieshow Striscia la notizia. In de filmwereld vertolkte ze een kleine rol in de films Deuce Bigalow: European Gigolo in 2005 en Virgin Territory in 2007. In 2007 was ze ook gastvrouw van het muziekfestival Festivalbar. In 2010 was ze medepresentator van Total Request Live. In 2010 verscheen ze in de eerste aflevering van het derde seizoen van de televisieserie Leverage.
Na een vroegere relatie met voetballer Christian Vieri, had Canalis sinds 2009 een relatie met acteur George Clooney. In juni 2011 lieten Canalis en Clooney in een gemeenschappelijke verklaring weten dat zij uit elkaar gegaan zijn.